# ヌールエ
株式会社ヌールエ（英称：NURUE, Inc.）は、東京都新宿区にある日本の出版社である。「人間だけにまかせちゃいられない！動物になって地球の未来を考えよう」を合言葉にした作品『動物かんきょう会議』シリーズ（作：マリルゥ＆イアン）の版権元として、書籍シリーズ、アニメシリーズ、学習教材、体験型イベントの企画制作および運営業務を行なっている。コンテンツ開発は、ヌールエデザイン総合研究所が担う。

## 沿革と概要
1997年4月21日、筒井一郎により設立された。堀場製作所の環境WEBマガジン『GAIAPRESS』の企画・デザイン制作業務で実績を重ねる。1997年12月に開催された地球温暖化防止京都会議COP3をきっかけに『動物かんきょう会議』を発表。2002年に絵本マガジンシリーズ『動物かんきょう会議』を発行。アニメシリーズ『動物かんきょう会議』（１話５分全20話）を製作し、2010年にNHK教育テレビにて全国地上波放送。
原作者イアン筒井が、日本と世界の子どもたちが動物キャラクターになりきって環境会議をする『 せかい動物かんきょう会議』メソッドを発案。2014年にESD環境学習モデルプログラムに上位採択されたことをきっかけに、主に10〜12歳の子どもたちを対象にワークショップを重ねる。2017年、第11回キッズデザイン賞にて「せかい！動物かんきょう会議」プロジェクトは《子どもたちの創造性と未来を拓くデザイン部門》で優秀賞「消費者担当大臣賞」を受賞。
2007年より、キャラクター『のら猫クロッチ』をプロデュース。

## 主な出版物
発行書籍のうち、主なものを以下に示す。

### 絵本マガジン
- 『動物かんきょう会議』（マリルゥ＆イアン著）
  - 第1巻『動物たちの地球会議はじまる』（2002年7月）
  - 第2巻『発明で解決！ゴミ問題』（2002年11月）
  - 第3巻『超マイカー宣言』（2003年1月）
  - 第4巻『つくろうよ！未来のエネルギー』（2005年5月）

### 教育メソッド
- 『せかい動物かんきょう会議』メソッドシリーズ（イアン筒井　著編）
  - 『アクティビティガイドブック』（2015年3月）
  - 『アクティビティワークブック』全６冊（2015年5月）

### 小説
- 『のら猫クロッチ』（かりにゃん著）
  - 『家もなく　身寄りもないが　明日がある』（2015年9月）
  - 『Krocchi the Street Cat／野猫小黒子／のら猫クロッチ』（2016年11月）
  - 『友送り』（2018年5月）

## 映像作品
企画製作に関わる、主なものを以下に示す。

### アニメ『動物かんきょう会議』
地球環境の問題を優しく世界に発信し、さらに利害の錯綜する「環境問題」の現実を見据えながら、異文化理解・多様性許容にはコミュニケーションが決定的に重要であることを描いたショートアニメシリーズ。アニメでは珍しい「環境」をテーマにし、性急に結論を急がずじっくりと問題の本質に迫る教育エンターテインメント番組。１話５分全20話。日英二ヶ国語仕様。

原作: 動物かんきょう会議（作・演出　イアン　作：マリルゥ　発行：ヌールエ）

監督: 西村純二 、シナリオ: 井内雅倫 、アニメーション制作: スタジオディーン、NHKDVD教材：発売元 NHKエンタープライズ　

制作・著作: 動物かんきょう会議製作委員会（c）2010

### 『のら猫クロッチ』
家もなく 身寄りもないが 明日がある。見かけは強面のワルだけれど、正義感が強い心優しい「のら猫クロッチ」は、都会の片隅で、飼い猫や野良猫、犬やカラス、人間たちと積極的に関わります。危険と隣り合わせの毎日ですが、持ち前の知恵と勇気、愛と高潔な行為をとおして、みんなを幸せにしていく。
ショートアニメ『KROCCHI the Street Cat』（2018年1月）

原作：のら猫クロッチ物語『遊ぼうよ』（作：かりにゃん）

監督：濱本真理、アニメーション制作：アスラフィルム、制作著作：ヌールエ

## 研究所事業
異文化コミュニケーション手法による「クリエイティブ人材の育成と地域活性化」がテーマ。主なものを以下に示す。
動物かんきょう会議プロジェクト
環境を守るために動物たちが森に集まり、お互いの違いを理解し合いながら環境問題と共生について考える物語。絵本やアニメーションなどの「コンテンツの力」を活かしたコミュニティづくり。
せかい動物かんきょう会議プロジェクト
10~12歳を対象とした体験型クリエイティブメソッド。2012年より新宿区、豊島区の小学校で実施。2018年よりSDGs未来都市の山口県宇部市 の小・中学校、ときわ動物園で実施。
Animal SDGs
動物かんきょう会議プロジェクトでの世界の子どもたちとの対話をとおして構想された。「地球は人間だけのものじゃない」という視点に立脚し、持続可能な開発目標（SDGs）に対する問いかけである。
キャラクターラーニングメソッド
大学生・社会人を対象とした体験型クリエイティブメソッド。2015年より青山学院大学Hicon、東京農工大学保健管理センターと共同研究。2017年6月、別会社CLMを設立。
のら猫クロッチプロジェクト
のら猫クロッチは、野良猫として、誰かに飼われることもなく、どこにも帰属しないボーダーレスな存在として描かれる。「キャラクターの力」を活かしたコミュニティづくり。
JOMON LOHASプロジェクト
自然と共生するライフスタイル提案事業。共同発案者のアイヌの長老・浦川治造エカシは「1/3は自分のために  1/3は自然のために  1/3は未来のために。そういう気持ちで生活してきたから、アイヌとカムイは共存してきた」と語る。
目白バ・ロック音楽祭
目白という「バ＝場」に「ロック＝先鋭的な活動をしている人」が集うをコンセプトに、古楽・バロック音楽に特化した音楽祭。「場の力」を活かしたコミュニティづくり。2016年7月2日、NHK「芸術劇場」で特集番組。2009年に「第一幕」は閉幕。